# Grup de Bloomsbury

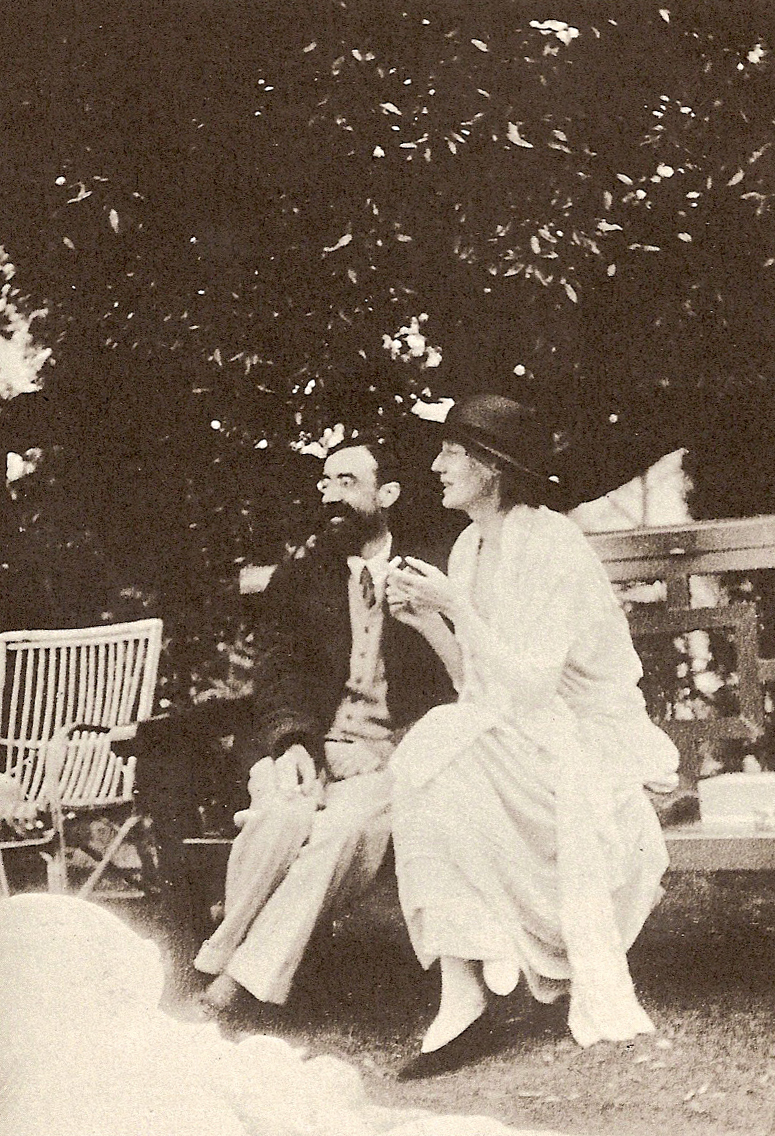
Lytton Strachey i Virginia Woolf

El Grup Bloomsbury o simplement Bloomsbury era un grup que reunia un cert nombre d'artistes i d'intel·lectuals britànics dels primers anys del segle xx fins al començament de la Segona Guerra Mundial. Gairebé tots els aspectes que els concernien eren matèria de controvèrsia, fins i tot la seva composició i el seu nom.
Avui sembla clar que a l'inici el grup es componia dels novel·listes i assagistes Virginia Woolf, E. M. Forster i Mary (Molly) MacCarthy, del biògraf i assagista Lytton Strachey, de l'economista John Maynard Keynes, dels pintors Duncan Grant, Vanessa Bell i Roger Fry i dels crítics literaris, artístics i polítics Desmond Maccarthy, Clive Bell i Leonard Woolf.

## El grup
Vanessa Bell i Virginia Woolf eren germanes, i els seus germans, Thoby el més gran i Adrian el més jove, també eren membres fundadors del grup així com alguns altres antics de la Universitat de Cambridge, com l'enigmàtic Saxon Sydney-Turner. Lytton Strachey i Duncan Grant - futur company de Vanessa - eren cosins. Els primers anys de la història del grup es produeixen diverses relacions amoroses. La majoria dels membres van viure molt de temps al barri del centre-oest de Londres, conegut sota el nom de Bloomsbury. La família Stephen vivia al 46 de Gordon Square, i les reunions que hi organitzaven tots els dijous al vespre van formar el punt de sortida d'allò que s'havia de conèixer com el Grup Bloomsbury. El terme «Grup» sembla l'expressió millor per descriure la naturalesa de la seva associació, que no era només social com les denominacions «cercle» o «societat» podrien fer creure.

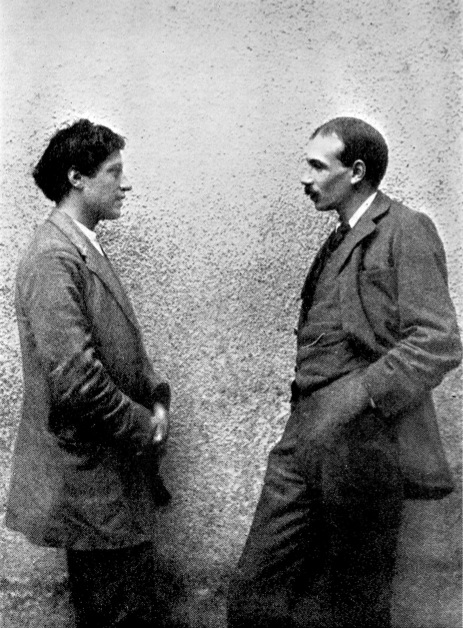
Duncan Grant i John Maynard Keynes

Un tret destacable d'aquestes amistats i relacions és que són estretes des d'abans que els seus membres adquirisin notorietat com a escriptors, artístics i pensadors. A més, els seus amics més propers, germans i germanes, fins i tot els seus socis, no pertanyien necessàriament a Bloomsbury. L'amiga de Lytton Strachey, la pintora Dora Carrington, mai no en va ser membre; Lydia Lopokova, esposa de John Maynard Keynes, no va ser admesa més que amb reticència. S'ha sostingut de vegades que Ottoline Morrell, Vita Sackville-West, Arthur Waley i alguns altres formaven part del Grup, però cap no era considerat com membre, ni per ells mateixos ni pels seus amics, membres autèntics.

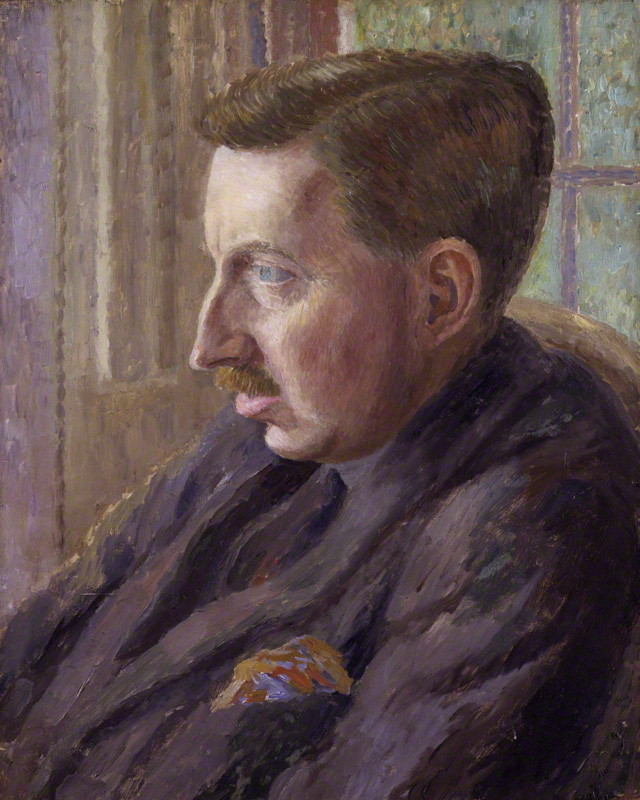
E. M. Forster

Alguns dels que han estudiat Bloomsbury (fins i tot alguns dels seus membres) han posat en qüestió la mateixa existència del grup. Tanmateix, la vida i les obres dels seus membres fan aparèixer un encavalcament, una semblança de les idees i de les actituds que s'enllacen entre elles i qui ha contribuït a mantenir la unitat entre aquests amics i aquests pares. Les seves conviccions quant a la naturalesa de la consciència i la seva relació amb la naturalesa exterior, quant a la separació fonamental entre els individus que comporta a la vegada l'aïllament i l'amor, quant a la naturalesa humana i no humana del temps i de la mort, i quant als béns ideals que són l'amor verdader i la bellesa, tot allò es troba darrere la seva hostilitat envers el capitalisme i les seves guerres imperialistes. Aquestes conviccions expliquen igualment l'actitud crítica de Bloomsbury davant el realisme materialista en la pintura i les obres d'imaginació, tant com els seus atacs contra les pràctiques repressives de la societat per mantenir la desigualtat sexual.

## Origen
El Grup de Bloomsbury provenia essencialment de famílies on s'exercia una professió i que pertanyien a les capes superiors de la classe mitjana. Si alguns - E. M. Forster, Virginia Woolf i Vanessa Bell - disposaven d'ingressos que asseguraven la seva independència, altres, com Lytton Strachey, Leonard Woolf, els MacCarthy, Duncan Grant i Roger Fry, necessitaven treballar per viure. Només Clive Bell podia ser qualificat de ric. Tret de Duncan Grant, tots els membres masculins del Bloomsbury inicial havien passat per Cambridge, King S College o Trinity College. És a Trinity on el 1899 Lytton Strachey, Leonard Woolf, Saxon Sydney-Turner i Clive Bell s'havien fet grans amics de Thoby Stephen, el qual els va presentar a Londres a les seves germanes Vanessa i Virginia; és així com el grup de Bloomsbury vivien. Tots els antics de Cambridge, a part de Clive Bell i els germans Stephen, eren membres d'una societat secreta que reunia estudiants del primer cicle i que era coneguda sota el nom de «Cambridge Apostles»; és allà que es van trobar els seus avantpassats, com Desmond Maccarthy i Roger Fry tant com E. M. Forster i J. M. Keynes, que tots venien del King's College.
Amb la mediació dels «Apostòls», els membres de Bloomsbury van trobar igualment els filòsofs analítics G. E. Moore i Bertrand Russell, que havien de revolucionar la filosofia britànica al voltant del segle. Els Principia Ethica (1903) de Moore van proveir al Grup una filosofia moral. La distinció entre el fi i els mitjans és un lloc comú de l'ètica, però el que feia tot l'interès dels Principia Ethica per a Bloomsbury, era la noció de valor intrínsec, que depenia d'una intuïció personal del bé i de l'estètica.

## El primer Bloomsbury

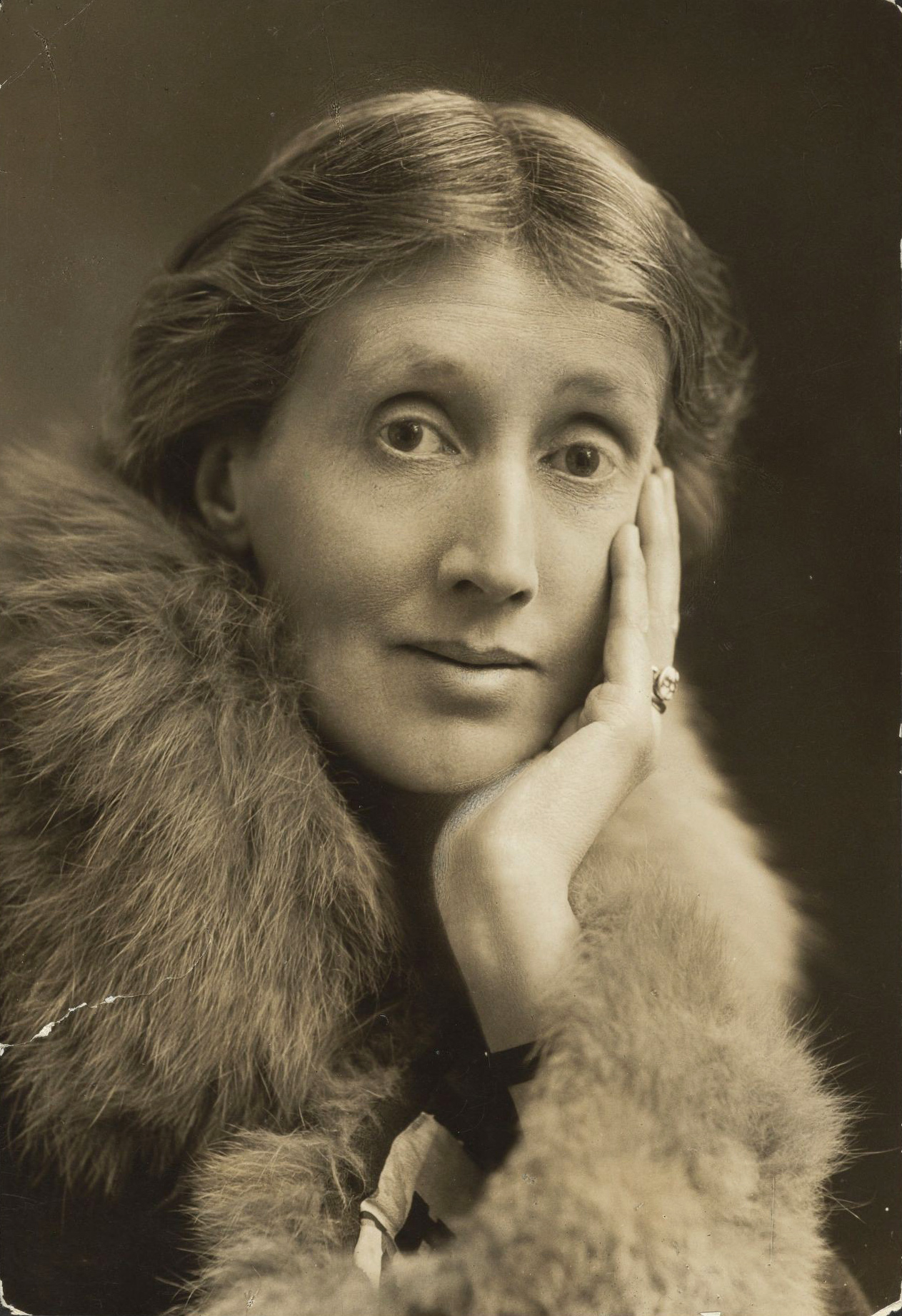
Virginia Woolf el 1927

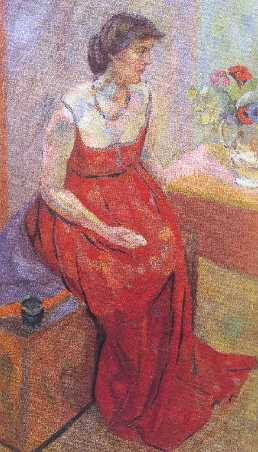
Vanessa Bell, per Roger Fry (1916)

Després d'haver deixat la universitat, els joves de Cambridge van començar a trobar les dones del grup gràcies a la família Stephen, que vivia al 46 de Gordon Square, a Bloomsbury. La defunció prematura de Thoby el 1906 els va unir més fortament. Lytton Strachey es va fer amic íntim de les germanes Stephen igual com Duncan Grant a conseqüència de les seves relacions homosexuals amb Lytton Strachey, John Maynard Keynes i Adrian Stephen. Clive Bell es va casar amb Vanessa el 1907, i Leonard Woolf, incorporat des de Ceilan on exercia funcions públiques, es va casar amb Virginia el 1912. Les amistats entre els «cambridge Apostles» van introduir al si del Grup a Desmond MacCarthy, la seva esposa Molly, i E. M. Forster. Excepte per a aquest últim, que havia publicat tres novel·les abans del gran èxit de Howards End el 1910, els membres del Grup, al qual Roger Fry es va ajuntar el 1910, varen destacar professionalment bastant més tard. Les seves famoses exposicions postimpressionistes de 1910 i 1912 van permetre al públic britànic descobrir les innovacions artístiques que naixien al continent. Però sobretot van implicar Bloomsbury en una segona revolució intel·lectual, que se situava en el prolongament de la revolució filosòfica de Cambridge.

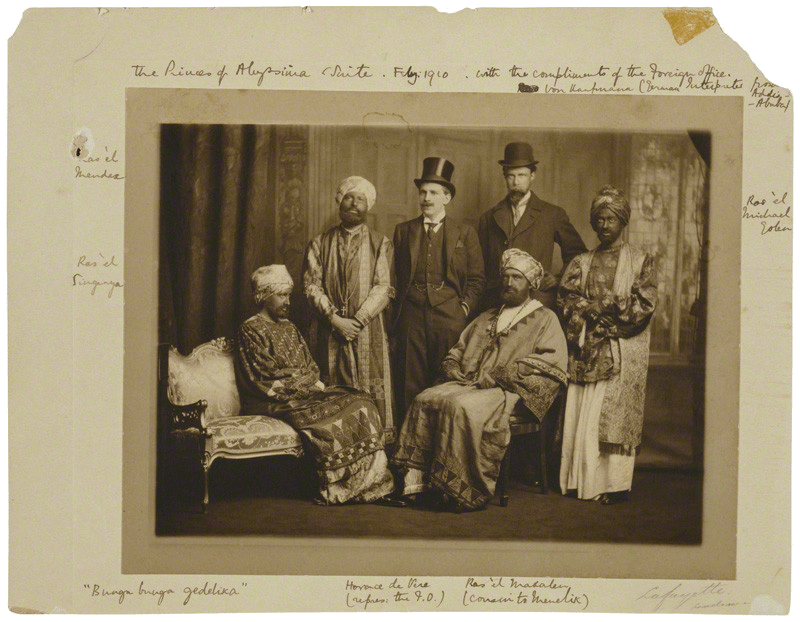
LaDreadnought hoax 1910

El grup va conèixer la notorietat el 1910 quan alguns dels seus membres van participar en la Broma Dreadnought.
Bloomsbury va participar igualment en l'extensió donada per Fry al postimpressionisme cap a les arts aplicades amb la creació el 1913 dels "Tallers Omega", amb Keynes i Duncan Grant. Els tallers es van mantenir fins a 1920. Els artistes de Bloomsbury rebutjaven les distincions tradicionals entre les belles arts i l'art decoratiu, com es pot veure a Charleston Farmhouse, prop de Lewes, a Sussex, on Vanessa Bell, els seus nens i Duncan Grant es van instal·lar el 1916 per a la resta de la seva vida.
L'hostilitat de l'establishment cap al postimpressionisme va provocar una controvèrsia al voltant de Bloomsbury. Clive Bell va atacar el postimpressionisme al seu llibre Art (1914), fundant parcialment la seva estètica en el criticisme artístic de Roger Fry i la filosofia moral de G. E. Moore. La campanya per al vot de les dones es va afegir a les polèmiques de Bloomsbury, ja que Virginia Woolf i certs membres del Grup, però no tots, veien relació entre els aspectes polítics del capitalisme, de l'imperialisme, de la sexualitat i de l'estètica.
Com gairebé tota la resta de la cultura moderna, el primer Bloomsbury es va veure trastornat en el seu desenvolupament per la Primera Guerra Mundial. Cap dels homes no hi ha combatre. La majoria d'ells eren objectors de consciència, la qual cosa va afegir més controvèrsies contra el Grup. Políticament, els seus membres es repartien entre el liberalisme i el socialisme, com es pot veure als escrits respectius de Keynes i de Leonard Woolf. Però estaven units en la seva oposició contra el govern qui els havia submergit a la guerra, després en una pau fràgil.
Després que la guerra va dispersar el primer Bloomsbury, cadascú va continuar individualment la seva carrera. E. M. Forster va continuar el seu èxit com a novel·lista amb A Room with a View (Amb vistes sobre l'Arno o Cambra amb vista) i Passage to India (Passeig a l'Índia). Per contra, li va estar impossible de publicar Maurice, ja que aquesta novel·la autobiogràfica tractava l'homosexualitat d'una manera no tràgica. El 1915, Virginia Woolf fa aparèixer finalment la seva primera novel·la, The Voyage Out (La Travessia de les Aparences), qui ha sofert la influència de les ficcions édouardiennes de Forster. El 1917 els Woolf van fundar la seva editorial, Hogarth Press, qui havia de publicar T. S. Eliot, Gertrude Stein, Katherine Mansfield i bé d'altres, incloent-hi Virginia ella mateixa, així com les traduccions en anglès de Freud i dels clàssics de la literatura russa. Les traduccions de Freud eren l'obra de James Strachey, ell mateix psicoanalista i germà de Lytton.
Després, el 1918, Lytton Strachey va publicar la seva crítica del victorianisme sota la forma de quatre biografies iròniques reunides en el recull Eminent Victorians (Victorians eminents), obra que va marcar un renaixement en l'art de la biografia i es va afegir a les polèmiques suscitades per Bloomsbury. La influència de Strachey i les conviccions polítiques del Grup van transparentar l'any següent en els atacs de Keynes contra el tractat de Versalles, que va qualificar de «pau cartaeinèsa» en el seu best-seller Les conseqüències econòmiques de la pau.

## El segon Bloomsbury
El març 1920, Molly MacCarthy va fundar un club destinat a ajudar Desmond i a ella mateixa a escriure les seves memòries, i també a reunir de nou els membres del primer Bloomsbury. La comèdia d'un grup d'amics en la quarantena llegint uns als altres les seves memòries no havia estalviat Bloomsbury. Un bon nombre de les memòries que es van seguir, com les de Virginia Woolf per a la seva casa de Hyde Park Gate i de Keynes sobre les seves primeres conviccions, són iròniques fins al punt de no haver estat reconeguts pels seus comentaristes posteriors. El Memoir Club testimonia que la cohesió de Bloomsbury es mantenia. Durant els trenta anys següents, els seus membres es van reunir irregularment per escriure els seus records sobre el que havien compartit durant la seva joventut comuna, a la universitat, i més tard a Bloomsbury. Els membres del Memoir Club no són exactament els mateixos, tanmateix, més que els del primer Bloomsbury; per exemple ja no hi era Adrian Stephen, o Sydney-Turner. Per contra, tots els altres membres, excepte un, havien pertangut al primer Bloomsbury, que esdevé ell mateix un assumpte popular per al Memoir Club.

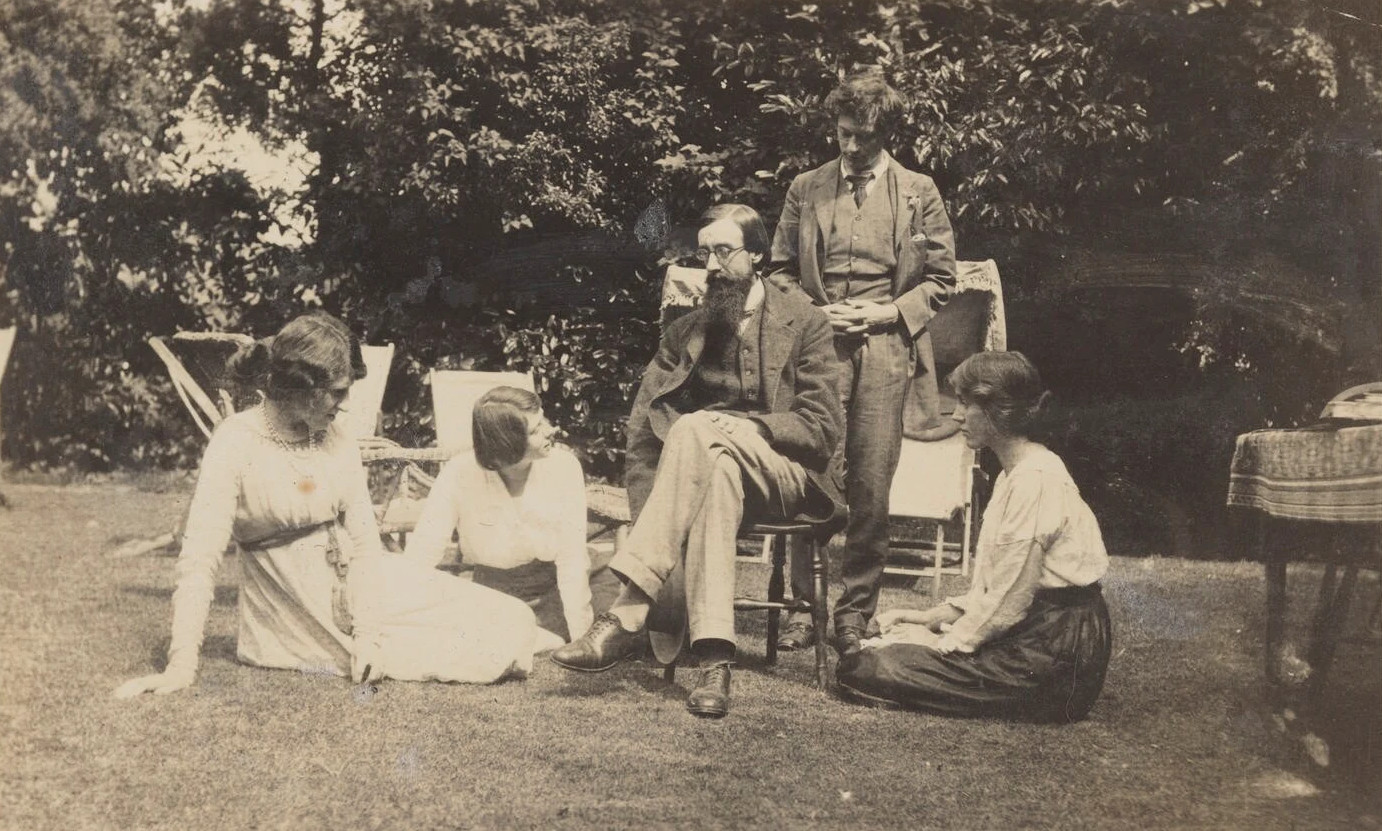
Una reunió a Garsington Manor: Lady Ottoline Morrell, Aldous Huxley, Lytton Strachey, Duncan Grant i Vanessa Bell

Els anys 1920 va veure florir Bloomsbury. Virginia Woolf publicava les seves novel·les i els seus assaigs més cèlebres, Mrs. Dalloway, To the Lighthouse (El passeig al far) i The Waves (Les Ones); E. M. Forster acabava A Passage to India, qui continua sent la novel·la més estimada sobre l'imperialisme anglès a l'Índia. Forster no només escrivia novel·les, sinó que era un dels assagistes més influents d'Angleterre. Duncan Grant després Vanessa Bell apareixien en exposicions reservades a un sol artista. Lytton Strachey escrivia les biografies de dues reines, la reina Victòria (que va obtenir el James Tait Black Memorial Prize el 1921) i després Elizabeth and Essex. Desmond MacCarthy i Leonard Woolf s'introduïen en una rivalitat amistosa com redactors en cap, respectivament del New Statesman i de Nation and Athenaeum, alimentant així les animositats dels que retreien a Bloomsbury que dominés l'escena cultural. Roger Fry escrivia sobre art i donava nombroses conferències, mentre que Clive Bell aplicava els valors de Bloomsbury al seu llibre Civilization (1928), que Leonard Woolf considerava "limitat i elitista". Leonard, qui havia ajudat en el transcurs de la guerra a formular propostes per a la Societat De Nacions, presentava la seva pròpia visió sobre l'assumpte a Imperialism and Civilization (1928). Per a molts, al llarg de la seva història, les crítiques més incisives contra Bloomsbury van venir de l'interior del mateix Grup.
Els anys 1930 suposen el declivi de Bloomsbury. Un any després de la publicació d'un recull de breus biografies, Retratats en Miniatura (1931), Lytton Strachey va morir; poc temps després Carrington es va suïcidar. Roger Fry, que s'havia convertit a Angleterre e el més gran crític d'art, va morir el 1934. El poeta Julian Bell, fill gran de Clive i de Vanessa, es va matar el 1937 al volant d'una ambulància durant la Guerra civil espanyola. Virginia Woolf va escriure una biografia de Fry però, amb l'arribada d'una nova guerra la seva inestabilitat mental va reaparèixer, i es va suïcidar per ofegament el 1941. Van ser també en els anys 1930 que Desmond MacCarthy es va fer potser el més llegit - i més escoltat - de les crítiques literàries amb les seves columnes al Sunday Times i les seves emissions a la BBC. La Teoria general de l'ocupació, de l'interès i de la moneda, (1936) va fer de John Maynard Keynes l'economista més influent del segle. Va morir el 1946, després d'haver establert les bases del sistema financer internacional en el moment dels Acords De Bretton Woods el juliol de 1944, que va veure entre altres la creació del Fons monetari internacional i del Banc mundial.
La diversitat al mateix temps que el caràcter col·lectiu de les idees i realitzacions del segon Bloomsbury es poden resumir en un credo que data de 1938, l'any de Múnic. Virginia Woolf va publicar les seves Three Guineas (Tres Guinees): feministes, radicals i polèmiques que van xocar alguns dels seus col·legues, del qual Keynes, qui havia apreciat molt l'obra Una cambra amb vistes (1929), d'un to més serè. Keynes va llegir al Memoir Club les seves memòries d'un esperit decididament conservador, My Early Beliefs. Clive Bell va publicar un tríptic a favor de la pau (més tard, donaria suport a la guerra), i E. M. Forster va redactar una primera versió del seu cèlebre assaig What I Believe que conté opcions, encara xocants per a molts, on les relacions personals són preferides al patriotisme.

## Bloomsbury després de Bloomsbury

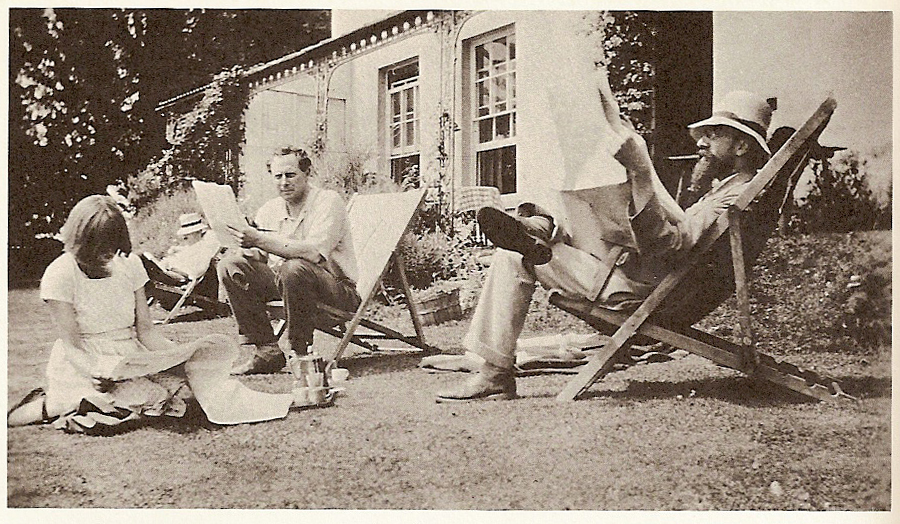
Dora Carrington, Ralph Partridge i Lytton Strachey

El Memoir Club continuà reunint-se de manera intermitent fins a la mort de Clive Bell el 1964. Entre els membres els més joves del Grup i del Club es trobaven amb l'escriptor David Garnett i, més tard, amb la seva dona Angelica Garnett, la filla de Vanessa Bell i de Duncan Grant. El germanastre d'Angelica, l'artista i escriptor Quentin Bell, es va fer llavors secretari del Club i va escriure la biografia de la seva tia, Virginia Woolf. Germana i germà van redactar memòries molt diferents sobre Bloomsbury, les d'Angelica eren Deceived by Kindness (enganyosa bondat, 1984) i les de Quentin Elders and Betters (vells i millors 1995). En aquesta nova generació, es trobava també la neboda de Lytton, l'escriptora Julia Strachey, i la periodista Frances Partridge, que s'acaba casant amb Ralph Partridge, company de Lytton Strachey i de Dora Carrington. Finalment, Nigel Nicolson, el fill segon de Harold Nicolson i de Vita Sackville-West, va descriure a Portrait of a Marriage (Retrat d'un matrimoni) les relacions que unien els seus pares, tots dos bisexuals, i les relacions complexes que mantenia la seva mare amb Virginia Woolf..
De resultes de la mort de Virginia Woolf, Leonard va editar escrits d'aquesta, incloent-hi extractes dels seus diaris íntims, sota el títol de A Writer's Diary (Diari d'una escriptora, 1953), que van revelar al públic allò al qual Bloomsbury s'havia assemblat. Les diferents obres autobiogràfiques de Leonard en els anys 1960 - va morir al final del decenni - van donar informacions més completes, però vacil·lava a parlar de la vida sexual del Grup, i s'havia abstingut de publicar pàgines massa reveladores del Diari de Virginia. Les biografies que van seguir, les de Strachey després de Virginia Woolf, de Forster, de Keynes, de Fry, de Vanessa Bell i de Grant, van descobrir tot. De fet una gran part de l'interès del públic s'ha manifestat sobre aquestes biografies, mentre que és l'obra dels membres del Grup en tant que escriptors, artistes i pensadors, qui ha fet la seva vida destacable. El cas de Virginia Woolf n'és un exemple. Se li han consagrat una desena de biografies, i tanmateix una bona part del treball d'investigació i de publicació dels inèdits continua inacabat; texts importants es troben encara a les biblioteques privades.
La controvèrsia encara continua actualment. La primera exposició important de pintors de Bloomsbury, organitzada a la Tate Gallery el 1999- 2000, va tenir un gran èxit de públic, però va experimentar els atacs de la quasi totalitat dels crítics professionals. Una gran part de les crítiques es continua centrant sobre la classe social de la qual els membres del Grup procedien, el seu elitisme, la seva irreverència, el seu ateisme, les seves opinions polítiques heterodoxes, el seu liberalisme, el seu rebuig a l'art abstracte, les seves obres modernistes, les seves crítiques poc convencionals i la seva organització familiar a contracorrent dels models tradicionals. Rars són aquests aspectes de Bloomsbury que es consideren en el seu context històric, allò que permetria mesurar millor fins a quin punt el Grup ha estat una força creadora única en la cultura moderna.

## Al voltant del Grup

### Els creadors
La literatura però també la crítica d'art, els assigs filosòfics o històrics, la biografia, la sociologia i l'economia eren l'àmbit de Virginia Woolf i Leonard Woolf, George Edward Moore, Edward Morgan Forster, John Maynard Keynes, Lytton Strachey, James Strachey, Wyndham Lewis, Parteix Bell, David Garnett, Rupert Brooke, Desmond Maccarthy, Vita Sackville-west, Harold Nicolson.
Els arts estaven representats amb els pintors Vanessa Bell, Duncan Grant i Dora Carrington, així com Roger Fry, o fins i tot el músic Saxó Sydney-turner.
Entre els personatges propers al grup, es trobaven Bertrand Russell, Ludwig Wittgenstein, George Orwell, Aldous Huxley, T. S. Eliot, l'arquitecte Clough Williams-Ellis (creador de Portmeirion), el pintor Augustus John, l'hel·lenista Jane Ellen Harrison, el sinòleg Arthur Waley, l'escriptor Laurens van der Post, el llibreter Francis Birrell, la diariste Frances Partridge, el creador de mosaics Boris Anrep, la dona de cartes Dorothy Bussy (germana de Lytton i James Strachey), Lady Ottoline Morrell (propietari de Garsington Manor, un dels punts d'arrelament del Grup), els escriptors John Lehmann i la seva germana Rosamond Lehmann, l'assagista Logan Pearsall Smith.
La generació següent comprenia els tres nens de Vanessa Bell (Julian Bell, Quentin Bell i Angelica Garnett) i els dos fills de Harold i Vita Nicolson (Benedict i Nigel).
La família Sitwell, Edith Sitwell i els seus dos germans Osbert i Sacheverell, se situaven també a prop del Grup i en rivalitat amb ell.
Entre els opositors a Bloomsbury figuraven H. G. Wells i Roy Campbell.

### Els editors
El 1898, el germanastre de Virginia Woolf, Gerald Duckworth, va fundar l'editorial Gerald Duckworth and Company Ltd, que va publicar La Travessia de les Aparences.
La primera editorial fundada per membres del Grup va ser l'Hogarth Press, creada el 1917 per Leonard i Virginia Woolf, units el 1938 per John Lehmann. Alguns anys més tard, David Garnett i Francis Meynell van crear Nonesuch Press.
L'endemà de la Segona Guerra Mundial, el 1946, John Lehmann i la seva germana Rosamond Lehmann van fundar l'editorial John Lehmann Limited. Dos anys més tard, va ser el torn de George Weidenfeld i Nigel Nicolson, que van crear la seva pròpia editorial amb el seu nom: Weidenfeld & Nicolson.